# Varovište
Varovište es un pueblo ubicado en el municipio de Kriva Palanka, en Macedonia del Norte.

## Superficie
Posee una superficie de 4,544 kilómetros cuadrados.

## Demografía
Hasta 2021 la población era de 69 habitantes, con una densidad de población de 15,18 habitantes por kilómetro cuadrado.